# دهمش
دهمش هي قرية فلسطينية في إسرائيل ، (طبعا هي فلسطين لكن ويكي**بيديا مايسمح ابدلها لكن هي فلسطين ) تقع على بعد 20 كيلومتر من مدينة تل أبيب بين قريتي اللد والرملة. القرية مسكونة منذ عام 1951 ويبلغ عدد سكانها 600 شخص يعيشون في 70 منزل وجميعهم من المواطنين العرب في إسرائيل. السلطات الإسرائيلية لا تعترف بقرية دهمش.

## تاريخ القرية ووضعها
لقد تم بناء البيوت السبعون الموجودة اليوم في قرية دهمش على أراضي قامت إسرائيل بإعطائها للفلسطينيين في سنوات الخمسين تعويضاٌ عن الأراضي التي سلبت منهم في حرب 1948. إلا أن هذه الأراضي صنفت على انها أراضي زراعية وليست سكنية. ولكن نتيجة لارتفاع عدد السكان في القرية قام السكان ببناء مباني سكنية لم يتم الاعتراف بها من قبل إسرائيل. وبما أن دولة إسرائيل تعترف بتلك الأراضي كأراضي زراعية لا سكنية فإنه لم يتم الاعتراف الرسمي بالقرية. وعليه، فإن جميع المساكن في القرية هي مباني غير قانونية و13 منها مهددة بالهدم. كون القرية غير معترف بها يؤدي إلى حرمان سكانها من الخدمات الأساسية التي يتمتع بها سكان إسرائيل مثل وجود مدارس، شوارع مرصفة، نظام صرف صحي، خدمات صحية ومواصلات عامة. كما أنه ليس هناك أي مساحات خضراء أو حدائق لعب للأطفال في القرية. قامت إحدى المؤسسات ببناء حديقة لعب في القرية إلا أن السلطات أعلنت أنها غير قانونية وقامت بهدمها. ويذكر أنه بتاريخ 15 نيسان 2015 تم هدم 3 منازل في القرية من قبل السلطات الإسرائيلية.

## إدارة القرية
رئيس اللجنة الشعبية لقرية دهمش هو السيد عرفات إسماعيل. لا يوجد للقرية مجلس إداري وهي تتبع لإدارة المجلس المحلي لوادي اللد (عيميك لود).

## السكان
عدد سكان دهمش هو 600 شخص. السكان من اللاجئين الفلسطينيين من حرب 1948. ثقافة القرية هي ثقافة فلسطينية مع بعض التأثيرات من نمط الحياة البدوي. معظم سكان دهمش هم من المسلمين السنيين. يوجد في القرية دكانة واحدة. كان السكان يعملون في التجارة حتى سنوات الثمانين وبعدها أصبحوا يعملون في المشاريع الصغيرة. ويبلغ متوسط الاعمار في القرية 16.9 سنه ونسبة التزايد الطبيعي %5 بشكل سنوي ومتوقع ان يصل عدد السكان في القرية ما يقارب الالف نسمة بحلول العام 2020.

## التعليم
ليس هناك أي مدارس في القرية و الطلاب يذهبون إلى المدارس في اللد والرملة. وقد ذكرت منظمة هومن رايتس ووتش مشكلة التعليم في تقريرها عن قرية دهمش لعام 2010.